# سامانه پشتیبانی واکاوی منابع جغرافیایی
سامانه پشتیبانی واکاوی منابع جغرافیایی (به انگلیسی: Geographic Resources Analysis Support System)، (به اختصار Grass Gis) مجموعۀ نرم‌افزاری سامانه اطلاعات جغرافیایی (GIS) است که برای مدیریت و واکاوی داده‌های مکانی، پردازش تصاویر، تولید نمودارها و نقشه‌ها، مدل‌سازی فضایی و زمانی، و تجسم‌سازی کاربرد دارد. این نرم‌افزار می‌تواند داده‌های گرافیک شطرنجی، بردار توپولوژیکی، پردازش تصویر و داده‌های گرافیکی را راه‌اندازی کند. این نرم‌افزار
ن نرم‌افزار با مجوز پروانه جامع همگانی گنو (GNU GPL) شیوه رایگان و متن‌باز منتشر شده است. این نرم‌افزار روی چندین سیستم‌عامل، از جمله مک‌اواس، ویندوز و لینوکس اجرا می‌شود. کاربران می‌توانند برای دسترسی به ویژگی‌های نرم‌افزار از رابط کاربری گرافیکی (GUI) بهره‌گیری کنند یا از نرم‌افزارهای دیگر مانند کیوجی‌آی‌اس به نرم‌افزار GRASS پیوند داشته باشند. آن‌ها همچنین می‌توانند به‌طور مستقیم از طریق یک پوسته سفارشی که نرم‌افزار راه‌اندازی می‌کند یا با فراخوانی پودمان‌های جداگانه از طریق یک پوسته استاندارد با پودمان‌ها تعامل داشته باشند. نسخه پایدار کنونی ( GRASS GIS 8.4.1) است که در ۲۴ فوریه ۲۰۲۵ منتشر شد. تیم توسعه GRASS گروهی چندملیتی از توسعه‌دهندگانی است که در مکان‌های مختلف فعالیت می‌کنند. نرم‌افزار حاضر یکی از هشت پروژه نرم‌افزاری اولیه بنیاد مکانی متن‌باز (OSGeo) است.    

## طراحی
GRASS از داده‌های شطرنجی و برداری در دو و سه بُعدی پشتیبانی می‌کند. مدل داده‌های برداری توپولوژیکی است، به این معنی که نواحی با مرزها و مرکزوارها تعریف می‌شوند و مرزها در یک لایه نمی‌توانند هم‌پوشانی داشته باشند. در مقابل، OpenGIS Simple Features (ویژگی‌های ساده جی‌آی‌اس باز) بردارها را به‌صورت آزادانه‌تر تعریف می‌کند، مشابه یک برنامه ترسیم برداری بدون ارجاع جغرافیایی.  
GRASS به‌عنوان محیطی که در آن ابزارهای مختلف برای انجام محاسبات خاص GIS اجرا می‌شوند، طراحی شده است. برخلاف نرم‌افزارهای کاربردی مبتنی بر رابط گرافیکی (GUI)، کاربر GRASS با یک پوسته یونیکس که دارای یک محیط تغییر‌یافته برای پشتیبانی از اجرای دستورها grass که  پودمان نام دارد روبرو می‌شود. این محیط دارای حالتی است که شامل پارامترهایی همچون محدوده جغرافیایی تحت پوشش و سیستم تصویر نقشه استفاده می‌شود. همۀ پودمان‌های Grass این حالت  را می‌خوانند و افزون بر آن، هنگام اجرا پارامترهای ویژه (مانند نقشه‌های درون‌داد و برون‌بر، یا کمیت‌های بهره‌گیری در یک محاسبه)  داده می‌شود. بیشتر پودمان‌ها و توانایی‌های GRASS را از طریق یک رابط کاربری گرافیکی (که با یک پودمان ارائه می‌شود) به‌عنوان جایگزینی برای دست‌کاری داده‌های جغرافیایی در محیط پوسته می‌توان اجرا کرد. 
پراکنش GRASS شامل بیش از ۳۵۰ پودمان اصلی است. بیش از ۱۰۰ افزونۀ پودمان که توسط کاربران ایجاد شده‌اند، در وبگاه خود ارائه می‌دهد. کتابخانه‌ها و پودمان‌های اصلی به زبان C نوشته شده‌اند. سایر پودمان‌ها به زبان‌های C، C++،  پایتون، پوسته یونیکس، تی‌سی‌ال یا سایر زبان‌های اسکریپتی نوشته شده‌اند. پودمان‌ها بر بنیاد فلسفه یونیکس طراحی شده‌اند، از این رو کاربران می‌توانند بدون نیاز به دانش برنامه‌نویسی C، با بهره‌گیری از پایتون یا اسکریپت‌نویسی پوسته، آن‌ها را ترکیب کرده و پودمان‌های پیچیده‌تر یا تخصصی‌تری بسازند.  
بین پروژه‌های Grass و کیوجی‌آی‌اس همکاری وجود دارد. نسخه‌های جدید کیوجی‌آی‌اس می‌توانند در محیط GRASS اجرا شوند، که این امکان را فراهم می‌کند تا QGIS به‌عنوان یک رابط کاربری گرافیکی کاربرپسند برای GRASS مورد استفاده قرار گیرد. در مقایسه با رابط مبتنی بر پوسته فرمان GRASS، این رابط بیشتر شبیه سایر نرم‌افزارهای گرافیکی جی‌آی‌اس است. 
پروژه‌ای دیگر نیز برای پیاده‌سازی مجدد GRASS در جاوا با نام JGRASS وجود دارد. 

## پیشینه
از سال ۱۹۸۲ تاکنون به‌صورت مداوم در حال توسعه بوده است  و در این گذر، شمار فراوانی از آژانس‌های فدرال آمریکا، دانشگاه‌ها و شرکت‌های خصوصی در توسعه آن مشارکت داشته‌اند. 
بخش‌های بنیادین و مدیریت تلاش‌ها برای یکپارچه‌سازی نسخه‌های آن، نخست توسط آزمایشگاه پژوهشی مهندسی ساخت‌وساز ارتش آمریکا (USA-CERL)، که شاخه‌ای از سپاه مهندسی ارتش ایالات متحده در شمپین، ایلینوی است، هدایت می‌شد. این پژوهشکده نسخه پایانی برنامه را به‌عنوان نسخه ۴.۱ در سال ۱۹۹۲ منتشر کرد و تا سال ۱۹۹۵ پنج به‌روزرسانی و اصلاحیه برای این نسخه ارائه داد. همچنین اجزای بنیادین نسخه اعشاری GRASS 5.0 را توسعه داد.
توسعه GRASS توسط USA-CERL آغاز شد تا نیاز ارتش ایالات متحده به نرم‌افزاری برای مدیریت سرزمین و برنامه‌ریزی زیست‌محیطی را برآورده سازد. یکی از انگیزه‌های کلیدی آن، قانون ملی سیاست زیست‌محیطی (NEPA) بود.
بستر توسعه، سیستم‌عامل یونیکس بود که روی سخت‌افزار وکس اجرا می‌شد. بین سال‌های ۱۹۸۲ تا ۱۹۹۵، USA-CERL توسعه GRASS را، با مشارکت بسیاری دیگر، از جمله دانشگاه‌ها و سایر آژانس‌های فدرال مدیریت می‌کرد. USA-CERL به‌طور رسمی پس از انتشار نسخه ۴.۱ در سال ۱۹۹۵ از پروژه GRASS کناره‌گیری کرد، هرچند که تا سال ۱۹۹۳ توسعه آن، اصلاحات (پچ) جزئی محدودی داشت. گروهی در دانشگاه بیلر برای ادامه توسعه نرم‌افزار تشکیل شد و نسخه GRASS 4.2 را منتشر کرد. حدودا در همین هنگام، یک درگاه از نرم‌افزار با سیستم‌عامل لینوکس ساخته شد. 
در سال ۱۹۹۸، مارکوس نتلر، رهبر کنونی پروژه، انتشار نسخه 4.2.1 را آگاهی‌رسانی کرد. این نسخه شامل بهبودهای عمده‌، از جمله یک رابط کاربری گرافیکی نوین بود. در اکتبر ۱۹۹۹، مجوز نرم‌افزار، که نخست در مالکیت عمومی بود، در نسخه ۵.۰ به پروانهٔ جامع همگانی گنو تغییر یافت. از آن هنگام، GRASS به یک مجموعه نرم‌افزاری قدرتمند تبدیل شده که در زمینه‌های روش علمی و مهندسی کاربرد گسترده‌ای دارد. برای نمونه، از آن برای تخمین بازده احتمالی انرژی خورشیدی فتوولتائیک با استفاده از پودمان r.sun استفاده می‌شود.
تا سال ۲۰۱۵، نرم‌افزار GRASS در محیط‌های دانشگاهی و تجاری در سراسر جهان مورد استفاده قرار گرفته و در بسیاری از نهادهای دولتی، از جمله ناسا (NASA)، اداره ملی اقیانوسی و جوی (NOAA)، وزارت کشاورزی ایالات متحده (USDA)، مرکز هوافضای آلمان (DLR)، سازمان پژوهش‌های علمی و صنعتی همسود (CSIRO)، سازمان پارک‌های ملی (NPS)، اداره سرشماری ایالات متحده، سازمان زمین‌شناسی ایالات متحده (USGS) و بسیاری از شرکت‌های مشاوره زیست محیطی به کار گرفته شده است.
تا سال ۲۰۱۵، آخرین نسخه پایدار (LTS) GRASS GIS 7 بود که در همان سال منتشر شد و جایگزین نسخه پایدار پیشین (نسخه 6.4، منتشرشده در ۲۰۱۱) گردید. به نسخه ۷ ویژگی‌های نوین بسیاری افزوده شد، شامل: پشتیبانی از داده‌های بزرگ; موتور توپولوژیکی سریع برای داده‌های برداری ۲D/3D; شبکه‌های برداری سریع قدرتمند; یک چارچوب کامل زمانی; و بسیاری دیگر از توانایی‌ها و بهبودها.
تا سال ۲۰۱۵، توسعه نرم‌افزار به دو شاخه تقسیم شده است: شاخه پایدار (Stable) و شاخه توسعه‌ای (Developmental).

## برای مطالعۀ بیشتر
- نمونه هندوستانی

- A.P. Pradeepkumar (۲۰۰۳). "راهنمای کامل مبتدیان برای نصب Linux/GRASS." منتشرشده به‌صورت آنلاین در وب‌سایت پروژه توسعه GRASS.
- ورژن چینی: راهنمای نصب
- نتلر، مارکوس؛بومن،ام.هامیش؛لاندا، مارتین؛ متز، مارکوس (۲۰۱۲)."Grass Gis: یک متن‌باز چندمنظوره جی‌آی‌اس" نشریه نمونه‌ای محیطی و نرم‌افزار. ۳۱: ۱۲۴-۱۳۰

بیبکد: 2012EnvMS..31..124N
شناساگر اشیاء دیجیتال:10.1016/j.envsoft.2011.11.014
S2CID (شناسه هویتی مقاله): ۱۱۰۴۱۶۹۶